# Tudor Chiuariu
Tudor-Alexandru Chiuariu (Botoșani, 13 luglio 1976) è un politico e avvocato rumeno.
Da aprile a dicembre 2007 è stato Ministro della Giustizia nel gabinetto di Călin Popescu Tăriceanu. Ha rappresentato il distretto di Bacău alla Camera dei Deputati della Romania dal 2008 al 2012 e il distretto di Mehedinți al Senato dal 2012 al 2016.

## Biografia

### Origini, inizio della carriera e attività politica
Chiuariu nacque a Botoșani da Carmen, una maestra, e Alexandru, un economista . La famiglia si trasferì a Suceava quando Tudor aveva quattro anni; suo padre morì tre anni dopo. I nonni materni insegnarono a Černivci fino al 1940, anno in cui l'area fu occupata dalle truppe sovietiche e furono costretti a fuggire nei pressi di Rădăuţi. Questo antefatto viene citato da Chiuariu a motivazione delle misure prese mentre era in carica come Ministro della Giustizia, volte a semplificare le procedure per i membri della diaspora rumena al fine di riottenere la cittadinanza. Suo padre nacque a Grămești, nel distretto di Suceava, da una famiglia di piccoli proprietari terrieri. Dal 1995 al 1999 frequentò la Facoltà di Legge all'Università di Iași.
Nel 2000 iniziò a lavorare come avvocato e divenne membro dell'Ordine degli Avvocati di Iași. Nel 2002-2003 seguì ulteriori corsi di legge presso l'Accademia di Polizia Alexandru Ioan Cuza di Bucarest e nel 2004 conseguì un dottorato in diritto penale a Iași. Dal 2000 al 2007 insegnò legge presso l'Università "Petre Andrei" di Iași. Nel 2008 divenne insegnante presso l'Istituto Nazionale di Amministrazione e, sempre nello stesso anno, fu professore associato presso l'Università George Bacovia di Bacău.
Chiuariu entrò a far parte del Partito Nazionale Liberale (PNL) nel 1997. Da quell'anno fino al 2002 fu Vicepresidente del Partito Nazionale della Gioventù Liberale di Iași e nel 2001-2002 divenne membro dell'Ufficio permanente del PNL di Iași. Dal 2002 al 2005 fu Vicepresidente del Comitato per la giustizia e i diritti umani del PNL, mentre dal 2005 al 2007 ricoprì la carica di Vicepresidente del Tribunale d'onore e di arbitrato. Nel dicembre 2007, dopo le sue dimissioni dalla carica di Ministro della Giustizia, venne eletto Segretario Generale Aggiunto del PNL e ne diventò portavoce nel settembre 2008. Nel gennaio 2009 fu sostituito da Bogdan Olteanu. Tra il 2005 e il 2008 ricoprì diversi incarichi all'interno del Governo rumeno. Dal 2005 al 2007 fu membro del Consiglio per il coordinamento e l'attuazione del Piano Nazionale Anticorruzione. Inoltre, dal gennaio 2005 all'aprile 2007, fu Segretario di Stato presso la Cancelleria del Primo Ministro, come Capo del Dipartimento Antifrode del Governo. Dal 2005 al 2006 ricoprì la carica di Presidente della Commissione Interministeriale incaricata di mettere a punto un sistema uniforme per il pagamento degli stipendi dei funzionari.

### Ministro della Giustizia
Nell'aprile 2007 Chiuariu fu nominato Ministro della Giustizia dopo il licenziamento, per volontà di Tăriceanu, di Monica Luisa Macovei; il Primo Ministro era stato in faida per qualche tempo con lei e con il presidente Traian Băsescu, il quale era un forte sostenitore di Macovei. La nomina di Chiuariu fu vista da alcuni con sospetto; diversi articoli giornalistici lo definirono come l'ex avvocato del "barone locale" Relu Fenechiu, Chiuariu lo negò. Il suo mandato fu caratterizzato da polemiche quasi fin dall'inizio. Iniziò licenziando i segretari di stato e i consiglieri di Macovei, tra i quali i giudici erano ben rappresentati, sostituendoli per la maggior parte con avvocati di Iași, alcuni dei quali non avevano esperienza come giudici. Meno di un mese dopo la sua investitura, la Direzione Nazionale Anticorruzione (DNA) aprì un caso contro di lui sostenendo che Chiuariu avesse acconsentito illegalmente al trasferimento di 8.000 m2 di terreno pubblico su Calea Victoriei sotto il controllo privato di Poșta Română. L'accordo prevedeva la costruzione di un hotel con 300 camere. Si ritiene che la decisione fosse stata presa per coprire legami forgiati illegalmente nel 2005 tra Poșta Română e un gruppo immobiliare privato. Un funzionario pubblico preferì rassegnare le dimissioni piuttosto che approvare il trasferimento, che fu poi approvato da un aiutante di Chiuariu; dei dipendenti del Ministero della Giustizia, rimasti anonimi, accusarono Tăriceanu di aver fatto la stessa richiesta a Macovei, la quale però rifiutò più volte. Nel mese di maggio Chiuariu chiese al Consiglio Supremo della Magistratura di licenziare Doru Ţuluș, procuratore della DNA e capo della sezione che indagava sul suo caso; ciò suscitò forti proteste sia all'interno del sistema giudiziario che all'interno del ministero di Chiuariu. Chiuariu fu sospeso dalla carica nell'ottobre 2007.
Nel maggio 2007 fu coinvolto in un conflitto con Daniel Morar, capo procuratore della DNA, che lo accusò di aver effettuato delle telefonate per chiedere di essere informato sulle attività della DNA prima della stampa. Chiuariu negò le accuse, ma il CSM scoprì in seguito che aveva fatto una certa pressione sulla DNA. Alla fine di giugno Chiuariu inviò una lettera alla Commissione Europea, poi redasse un rapporto nazionale sulla Romania chiedendo di eliminare i passaggi elogiativi riguardanti il lavoro della DNA, che fu però respinto. Allo stesso tempo accusò il suo predecessore di agire contro gli interessi della Romania inviando alla Commissione relazioni negative sui progressi della riforma giudiziaria.
Nel mese di ottobre Chiuariu emanò un decreto di emergenza che bloccava le indagini penali su otto Ministri, tra i quali lui stesso; il comitato che consigliò il Presidente sulla questione fu poi sostituito. Una volta avviato il caso della DNA, Chiuariu divenne il diretto interessato di alcune critiche mosse da Băsescu, che lo definì "una protezione per potenziali criminali" e "un giovane mafioso impudente". Alla fine di novembre Băsescu chiese a Tăriceanu di licenziare Chiuariu, ma quest'ultimo disse di avere "altre priorità". Il mese successivo Băsescu chiese pubblicamente le sue dimissioni e, a seguito di una sentenza della Corte Costituzionale che gli consentiva di farlo senza ricorrere a nessuna commissione, era intenzionato ad avviare un'indagine penale contro Chiuariu. Quest'ultimo annunciò preventivamente le sue dimissioni il 10 dicembre. Queste furono accolte dal Presidente del Partito Democratico Liberale Emil Boc e dal Vicepresidente del Partito Liberale Democratico Valeriu Stoica. Al contrario Ludovic Orban, collega di Chiuariu nel PNL e Vicepresidente del partito, disse che non aveva motivo di dimettersi e Lucian Bolcaș, Vicepresidente del Partito Grande Romania, elogiò la sua battaglia contro la DNA.

### Carriera successiva
Dal gennaio al dicembre 2008 Chiuariu tornò alla Cancelleria del Primo Ministro come consulente in materia di giustizia, affari interni e antifrode. Nel febbraio 2008 apparve per la prima volta davanti alla DNA, dove discusse con i procuratori sulla natura politica delle sue accuse. A novembre venne eletto alla Camera, dove entrò a far parte della commissione per la giustizia, la disciplina e l'immunità, nonché della commissione mista per gli affari Europei.
Rimase un oppositore del presidente e lo accusò, nel settembre 2009, di essere responsabile per la "paralisi" del sistema giudiziario del paese.
Alle elezioni parlamentari del 2012 Chiuariu ottenne un seggio al Senato. Al momento della sua entrata in carica divenne Presidente del comitato giudiziario di quell'organo, nonché Membro del comitato congiunto per la revisione della Costituzione. Nel gennaio 2014, insieme all'ex collega ministeriale Zsolt Nagy, fu incriminato dall'Alta Corte di Cassazione e Giustizia in un caso riguardante un edificio su Calea Victoriei appartenente a Poșta Română. Risultò che i due avevano cospirato nella vendita dell'edificio a una società privata a un prezzo inferiore di 3,6 milioni di euro rispetto al valore di mercato. Chiuariu ricevette una sospensione condizionale della pena per tre anni e mezzo di reclusione, che lo spinse a dimettersi dalla sua presidenza del comitato giudiziario. Nel gennaio 2015 fu rimosso dal PNL, formalmente a causa del mancato pagamento dei diritti, ma ufficiosamente a causa del suo coinvolgimento in casi di corruzione. Il mese successivo perse anche il suo posto nella commissione giudiziaria.